# Олимпия (триера)
«Оли́мпия» (греч. Τριήρης Ολυμπιάς) — современная реконструкция древнегреческой триеры. Корабль принадлежит Военно-морским силам Греции, был спущен на воду в 1987 году и официально принят на вооружение; это единственный гребной корабль, находящийся в списках современных военных флотов. «Олимпия» с 2004 года экспонируется в сухом доке как корабль-музей; на 2017 год продолжает оставаться в списке действующих кораблей ВМФ Греции.
Корабль был построен в 1985—1987 годах на судоверфи в Пирее на средства ВМС Греции и британского мецената банкира Фрэнка Уэлша. В роли научных консультантов при строительстве выступали историки Джон Синклер Моррисон, Джон Ф. Коутс и Чарльз Уиллинк.
Ходовые испытания триеры проводились в 1987, 1990, 1992 и 1994 годах. Наиболее информативными с научной точки зрения были испытания 1987 года, в ходе которых были установлены ходовые характеристики корабля. Команде гребцов, состоявшей из 170 добровольцев, удалось разогнать корабль до девяти узлов (17 км/ч).
В 1993 году «Олимпия» была перевезена в Великобританию для участия в торжествах, приуроченных к 2500-летию возникновения демократии. В 2004 году доставила в Пирей Олимпийский огонь.
С 25 ноября 2005 года «Олимпия» размещается в сухом доке в афинском пригороде Палеон-Фалироне.